# Gare de Gundershoffen
Gare de Gundershoffen vasútállomás Franciaországban, Gundershoffen településen.

## Vasútvonalak
Az állomást az alábbi vasútvonalak érintik:
- Haguenau–Hargarten - Falck-vasútvonal

## Kapcsolódó állomások
A vasútállomáshoz az alábbi állomások vannak a legközelebb:
- Gare de Reichshoffen
- Gare de Mertzwiller